# Villa Ada

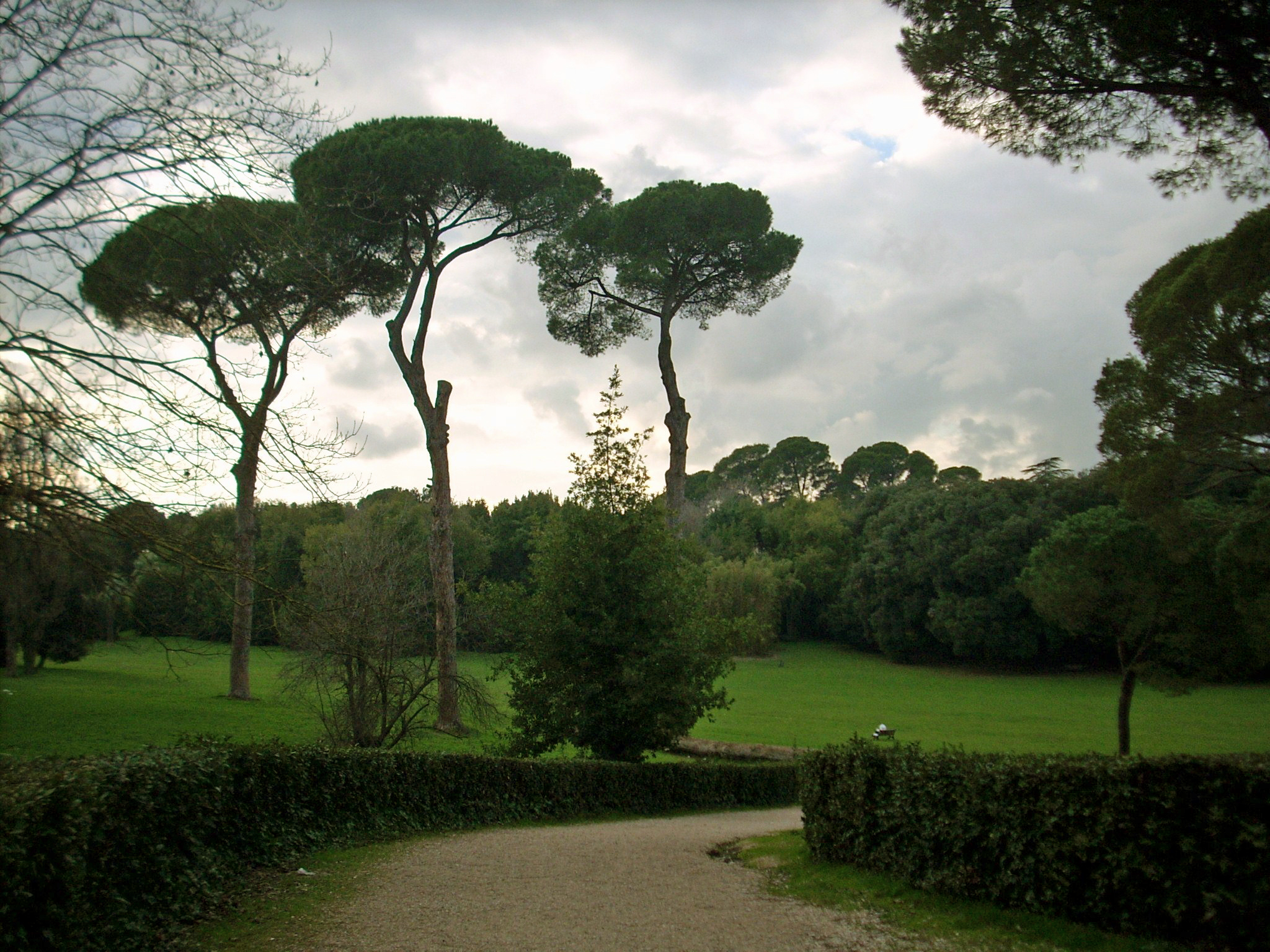
Villa Ada, Rom. Der Park

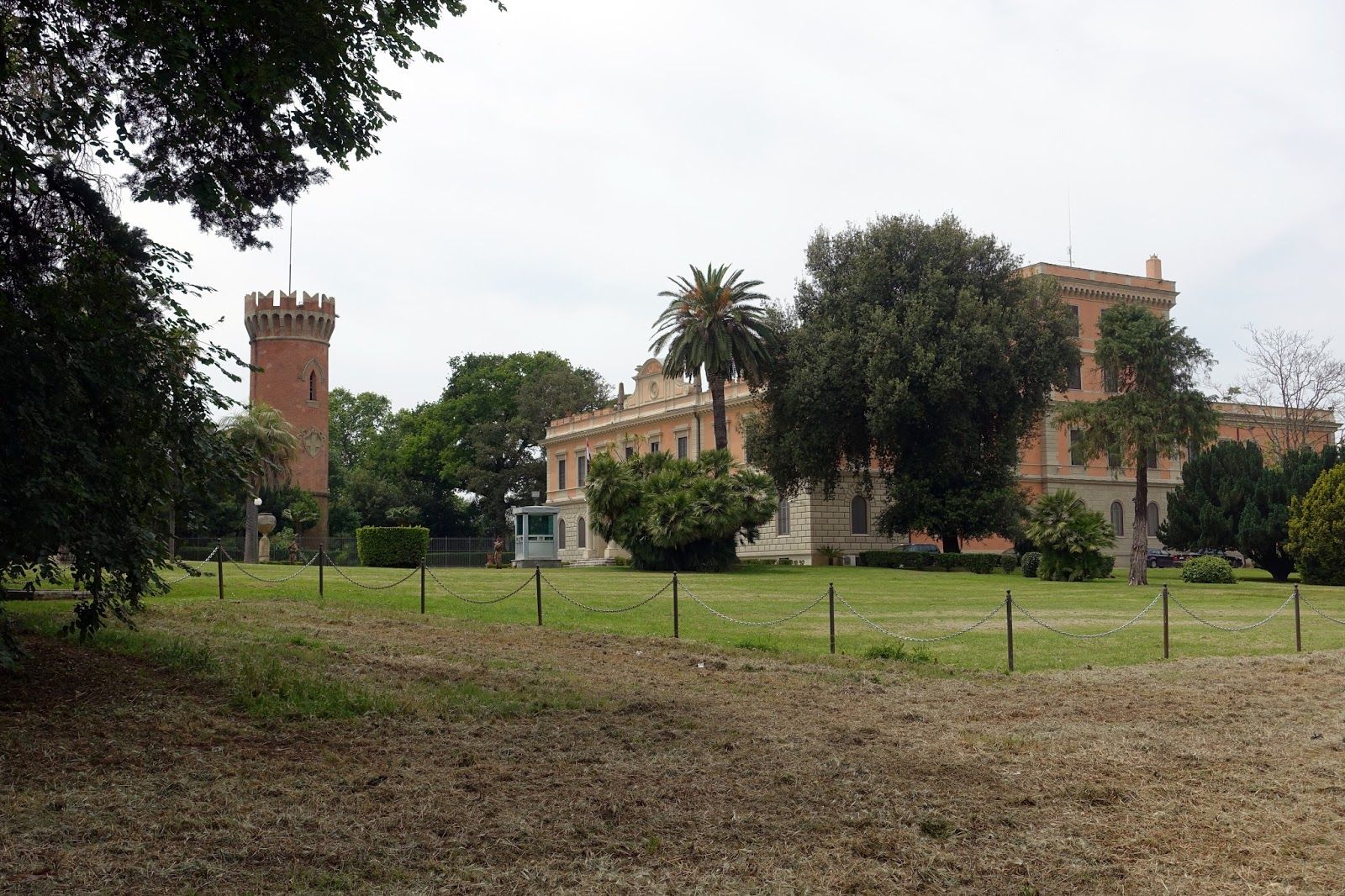
Villa Ada (als Villa Savoia Wohnsitz von Königen aus dem Haus Savoyen)

Villa Ada oder Villa Ada Savoia ist der zweitgrößte öffentliche Park in Rom. Die Fläche beträgt 1,8 km².
Die Villa Ada liegt im Norden der Stadt an der Via Salaria außerhalb der Aurelianischen Mauern. Nicht weit nördlich liegt der Flugplatz Rom-Urbe.
Der Park ist unterteilt in einen öffentlichen Bereich und in einen privaten. Der private Bereich gehört zur ägyptischen Botschaft und wird durch deren Personal kontrolliert. Den öffentlichen Bereich kontrolliert die Stadt Rom mit Fußstreifen durch Polizei oder Carabinieri. Im öffentlichen Bereich finden jeden Sommer Konzerte statt, man kann Fahrräder ausleihen sowie Ruderboote und Ponys mieten. Es gibt in diesem Park zahlreiche fremde Baumarten, beispielsweise Metasequoien.
Auf dem Areal liegen der Monte Antenne und die antike Siedlung Antemnae. Ein Teil der Priscilla-Katakomben liegt unter dem Parkgelände. 1872 wurde das Areal von Viktor Emanuel II. erworben und vom deutschen Kunstgärtner Emil Richter nach dem Beispiel der englischen Landschaftsgärten gestaltet. Der Park wurde von Viktor Emanuels Sohn Umberto I. jedoch zu einem späteren Zeitpunkt an den Verwalter der königlichen Güter, Graf Tellfner, verkauft, der den Besitz nach seiner Frau Ada benannte. 1904 erwarb Viktor Emanuel III. die Villa wieder für das Haus Savoyen, dem auch heute noch nach längeren juristischen Streitigkeiten nach der Abschaffung der Monarchie ein Teil des Areals gehört, während der andere Teil 1957 in öffentlichen Besitz überging. Als Villa Savoia wurde der Besitz königliche Residenz, in der Benito Mussolini am 25. Juli 1943 festgenommen wurde.
In der Villa Savoia hat heute die ägyptische Botschaft beim Quirinal ihren Sitz.